# Hollow Knight
Hollow Knight è un videogioco Metroidvania sviluppato e pubblicato da Team Cherry; è stato distribuito per Microsoft Windows, macOS e Linux nel 2017, per poi approdare su Nintendo Switch, PlayStation 4 ed Xbox One nel 2018. Il gioco è stato in buona parte finanziato grazie ad una raccolta fondi su Kickstarter, raccogliendo oltre 57 138 AUD su Kickstarter (superando l'obiettivo fissato a 35 000) nel 2014. Al febbraio 2019, il gioco ha venduto oltre 2 800 000 copie.
Il gioco si incentra su un misterioso Cavaliere, nel suo viaggio attraverso l'oramai abbandonato e decaduto regno di Nidosacro, un richiamo per gli avventurieri bramosi di tesori e risposte a misteri irrisolti.
Il 14 febbraio 2019 ne è stato annunciato il seguito: Hollow Knight: Silksong, il quale si incentrerà su Hornet, uno dei personaggi incontrati dal Cavaliere nel gioco ed è attualmente in sviluppo per sistemi operativi PC, PlayStation 4 e 5, Nintendo Switch, Nintendo Switch 2 e Xbox Series X, con in programma eventuali distribuzioni su piattaforme Sony. Secondo quanto affermato durante il Nintendo Direct del 2 aprile 2025, la pubblicazione è prevista per il 2025.

## Trama
Un piccolo e silenzioso vagabondo, il Cavaliere, si ritrova durante uno dei suoi viaggi a Pulveria, entrata per le rovine del leggendario regno di Nidosacro, caduto in rovina a causa di una piaga mentale nota come l'Infezione. Addentrandosi in questi luoghi, ormai abitati quasi esclusivamente da insetti privi di mente ed altre creature che lentamente stanno soccombendo all'Infezione, il Cavaliere si imbatte in Hornet, una letale cacciatrice autoproclamatasi protettrice di Nidosacro che tenta di fermarlo, iniziando poi a guidarlo nella scoperta del suo passato. Il Cavaliere entra sempre più a contatto con storie, leggende e segreti di Nidosacro, scoprendo infine che lui è solo uno di tanti Ricettacoli: esseri con un corpo vuoto ed una sorta di anima (l'Ombra) estrapolata dal Vuoto, creati in passato dal Re Pallido, precedente re del regno, per contenere e sigillare l'Infezione e la sua sorgente affinché Nidosacro potesse sopravvivere - tuttavia il Ricettacolo designato per questo compito, che divenne poi noto come il Cavaliere Vacuo, fallì e col tempo non riuscì a contenere l'Infezione, condannando il regno. Cosciente di ciò, dopo aver distrutto la forma onirica dei Sognatori, grazie a cui il sigillo che isolava il Cavaliere Vacuo da Nidosacro sussisteva, il Cavaliere va ad affrontare suo fratello, ormai infetto, per porre definitivamente la parola fine sulla minaccia.
Il gioco, in base a determinati obiettivi, presenta quattro finali:
Il Cavaliere VacuoDopo uno scontro all'ultimo sangue, il Cavaliere Vacuo viene sconfitto ed il Cavaliere assorbe dentro di sé l'Infezione che il vecchio Ricettacolo accoglieva. Una volta completato il passaggio, le catene che un tempo intrappolavano suo fratello avvolgono il Cavaliere mentre l'Uovo Nero si chiude una seconda volta.
Fratelli sigillatiDurante lo scontro, Hornet interviene immobilizzando il Cavaliere Vacuo, tuttavia questi si libera e rende Hornet incosciente. Quando il Cavaliere sconfigge e prende il posto del Cavaliere Vacuo come contenitore per l'Infezione, Hornet viene coinvolta nell'evento e, similmente a quanto fatto dai Sognatori, attorno all'Uovo Nero viene evocato un sigillo magico nato dalla forza vitale di Hornet.
Fine dei sogniDurante lo scontro, Hornet interviene immobilizzando il Cavaliere Vacuo, permettendo al Cavaliere di colpirlo con l'Aculeo dei sogni: questo porta il Cavaliere al cospetto della sorgente dell'Infezione, lo Splendore. Alla fine della battaglia, l'Ombra del Cavaliere Vacuo immobilizza lo Splendore ed il Cavaliere trascende il proprio corpo fisico, annientando e segregando lo Splendore nel Vuoto.
Nell'Abisso, le Ombre degli altri Ricettacoli percepiscono l'accaduto, trovando pace. L'Uovo Nero scompare avvolto da un'esplosione di Vuoto, che poi si ritira verso la sua origine; Hornet si desta, inerme, notando la maschera del Cavaliere aperta a metà, da cui l'esplosione era scaturita.
Accetta il VuotoArrivato in cima all'ultimo Pantheon della Casa degli Dei, il Cavaliere affronta lo Splendore Assoluto. Nel finale dello scontro, tentacoli di vuoto immobilizzano lo Splendore ed il Cavaliere trascende la sua forma fisica trasformandosi nel "Dio-re", annientando lo Splendore con le sue stesse mani. Nella Casa degli Dei inizia a piovere Vuoto e la Cercatrice di Dei onirica, terrorizzata, viene afferrata dal Dio-re. Nel mondo materiale, la Cercatrice di Dei inizia a piangere Vuoto, per poi diventare ella stessa una creatura di Vuoto dalla quale escono numerosi tentacoli.
Al Tempio dell'Uovo Nero, i rampicanti scaturiti dall'Infezione vengono corrotti dal Vuoto e appassiscono. Hornet, in attesa davanti all'Uovo Nero, vede una creatura (forse proprio il Cavaliere Vacuo) avvicinarsi a lei e si prepara a combattere.
Il quarto finale ha una variante in cui la Cercatrice di Dei tiene in mano un Fiore delicato, e quando una lacrima di Vuoto cade su uno dei petali, questa scompare.

## Modalità di gioco
Hollow Knight è un'avventura dinamica in grafica 2D di tipo Metroidvania, ambientata nell'immaginario e antico reame di Nidosacro. Il giocatore per navigare nel mondo di gioco controlla un essere senza nome, insettoide e muto chiamato solo "il Cavaliere". Il Cavaliere ha con sé un Aculeo, ovvero una spada con la lama di forma pseudo-conica che può essere usata sia per combattere sia per interagire con l'ambiente.
Nella maggior parte delle aree che compongono il mondo, il giocatore deve vedersela con altri insetti e creature ostili. Nel combattimento si può sia ingaggiare a corto raggio colpendo i nemici con l'Aculeo, sia usare le abilità magiche che il Cavaliere sblocca con l'avanzare del gioco per attaccare a distanza. L'HUD del gioco mostra due statistiche: i punti ferita del Cavaliere, rappresentati da delle maschere, e la sua quantità di Anima, sostanza bianca equivalente del mana e raccolta in un globo bianco: ogni punto ferita equivale ad una maschera, la quale va in frantumi subendo un colpo, mentre l'uso di Anima varia in base all'abilità magica usata e svuota il globo; entrambe le statistiche possono essere aumentate raccogliendo in giro per Nidosacro rispettivamente i frammenti di maschera e le parti di ricettacolo. I punti di salvataggio sono rappresentati da delle panchine sparse attraverso le varie aree, sulle quali il Cavaliere, sedendosi, ripristina la propria vita massima, salva i progressi compiuti fino a quel punto e può modificare il proprio equipaggiamento: la partita continua all'avvio o quando il Cavaliere muore sempre dall'ultima panchina visitata. Qualora il Cavaliere muoia inoltre esso perderà tutti i Geo, la moneta di gioco ottenuta sconfiggendo i nemici, raccolti e la sua barra dell'Anima sarà limitata a due terzi (nell'HUD appare proprio come infranta), inoltre nel punto della sua morte sarà presente la sua Ombra: una copia oscura ed eterea del Cavaliere che va sconfitta per recuperare i Geo e ripristinare la barra dell'Anima. L'Anima inizialmente può essere usata solo per curarsi, ma con l'avanzare del gioco, il Cavaliere imparerà come utilizzarla a scopi offensivi.
Una volta completato il gioco una nuova modalità di gioco è disponibile all'inizio di una nuova partita. Questa modalità è chiamata ''Anima d'acciaio'' e introduce nel gameplay una meccanica di morte permanente: la difficoltà è notevolmente più alta poiché la partita terminerà con la prima morte del Cavaliere ed il salvataggio verrà eliminato, costringendo il giocatore a ricominciare il gioco da capo.
In alcune aree di gioco sono presenti boss che vanno sconfitti per avanzare nel gioco ed alcuni sbloccano nuove abilità per il PG. Più avanti, il Cavaliere ottiene un talismano chiamato Aculeo dei sogni che permette di entrare nei sogni degli altri insetti dando la possibilità di esplorare nuove aree ed affrontare versioni più potenti di alcuni boss.
Durante il gioco si possono incontrare anche dei PNG: interagendo con essi il giocatore può ottenere informazioni su storia, aree o folclore, ricevere un minimo aiuto, acquistare strumenti o usufruire di servizi come, ad esempio, potenziare l'Aculeo. Con l'avanzare del gioco, il Cavaliere trova degli oggetti che gli donano nuove abilità di movimento quali il doppio salto, il salto a parete e lo scatto. Il Cavaliere, oltre alle suddette abilità magiche, può imparare anche abilità offensive chiamate Tecniche di Aculeo. Per personalizzare lo stile di combattimento del Cavaliere, il giocatore può inoltre equipaggiare degli Amuleti, che possono essere trovati o comprati: questi possono esasperare le abilità offensive e difensive del Cavaliere o fornirgliene di nuove, aumentare le sue capacità di movimento e schivata, o anche aumentare la quantità di Anima e Geo rilasciati dai nemici. Il giocatore può equipaggiare Amuleti in base al loro costo in incavi senza mai superare il numero massimo di incavi disponibili. Oltrepassare il numero massimo di incavi è tuttavia possibile con un solo Amuleto entrando nella cosiddetta modalità "sovraccarico": in questo stato, il Cavaliere mantiene il potere dell'Amuleto che lo ha sovraccaricato ma subisce danni raddoppiati.
Il regno di Nidosacro è composto da numerose aree interconnesse, ognuna caratterizzata da una ambientazione unica. Il gioco non costringe il giocatore a seguire un percorso prestabilito per completare la storia, tuttavia limita l'accesso ad alcune aree con ostacoli ambientali che possono essere superati solo ottenendo una certa abilità. Per viaggiare tra aree distanti di Nidosacro, il Cavaliere può usufruire delle Stazioni dei Coleotteri, che collegano il regno attraverso dei tunnel. Il viaggio è unicamente consentito verso stazioni che il giocatore ha già scoperto. Inoltre, quando il giocatore entra in una nuova area, non ne possiede la mappa: per ottenerla deve trovare il cartografo Cornifer ed acquistare da lui una versione incompleta, esplorando l'area e salvando i progressi ad una panchina per riempirla con le nuove zone scoperte. Tuttavia la mappa di per sé non mostra né i luoghi d'interesse né la posizione del Cavaliere, per i quali serve rispettivamente acquistare delle puntine ed equipaggiare l'Amuleto Bussola ostinata.

## Personaggi

### Personaggi principali
- Il Cavaliere: il protagonista del gioco. È un piccolo, silenzioso e misterioso viandante, giunto a Nidosacro quasi per caso. Trovandosi ad esplorare i meandri dell'antico reame in rovina, scoprirà gli oscuri segreti del suo passato ed il suo essere un Ricettacolo ritenuto fallito, il che lo porterà a diventare per quel perduto luogo la nuova speranza di salvezza dalla misteriosa Infezione.
- Hornet: la protettrice di Nidosacro. Una spietata cacciatrice che usa ago e filo per abbattere ogni minaccia che possa liberare l'Infezione contenuta nell'Uovo Nero, dove risiede il Cavaliere Vacuo. Inizialmente si dimostra ostile verso il Cavaliere, ma ne diventerà un'alleata ed una guida nel percorso per adempiere al suo destino. Viene chiamata anche "la figlia di tre regine" perché nacque da Herrah, regina di Nidoscuro, ma fu allevata dalla Dama Bianca, regina di Nidosacro, e infine crebbe e venne addestrata al combattimento sotto Vespa, regina dell'Alveare e delle Api.
- Il Cavaliere Vacuo: è un Ricettacolo pienamente sviluppato, figlio del Re Pallido e della Dama Bianca, creato "da Dio e dal Vuoto" per contenere al proprio interno l'Infezione. Vive incatenato nell'Uovo Nero, posto nel Tempio omonimo. Tuttavia l'amore assimilabile a quello paterno che il Re provava nei suoi confronti ne ha intaccato a sua insaputa l'integrità, facendo sì che il Cavaliere Vacuo, prima o poi, non potesse più contenere l'Infezione poiché non più completamente vuoto. All'apice del suo potere, era noto anche come il Ricettacolo Puro.
- Lo Splendore: un'antica divinità di luce che governava i primevi insetti di Nidosacro e progenitrice della tribù delle Falene. Con l'arrivo del Re Pallido, gli insetti hanno smesso gradualmente di venerarla e venne dimenticata; tuttavia, col tempo ha iniziato a manifestarsi nei sogni degli insetti i quali, resistendo, hanno portato all'Infezione. È il vero antagonista del gioco.

### Personaggi ricorrenti
- Gerontias: un insetto che vive a Pulveria ed il primo personaggio incontrato dal Cavaliere nel suo viaggio. È un insetto diffidente e timoroso che consiglia al protagonista di non avventurarsi nei meandri di Nidosacro se non vuole perire.
- Zote il Potente: un viandante arrogante e millantatore che crede e racconta di essere l'insetto più forte di Nidosacro. In realtà è molto debole, venendo salvato diverse volte dal Cavaliere ma prendendosi il merito per i mostri da lui sconfitti. Nel caso non venga salvato nelle occasioni in cui viene incontrato dal giocatore, morirà.
- Cornifer ed Iselda: una coppia residente a Pulveria. Cornifer è un cartografo che si avventura nei meandri di Nidosacro per disegnarne una mappa, venendo puntualmente incontrato dal Cavaliere: è infatti lui che gli vende le cartine delle aree di Nidosacro. Iselda invece vende accessori, mappe e puntine per mappe: viene vista spesso annoiata poiché solitamente viene lasciata sola a gestire la bottega a Pulveria, mentre Cornifer è sempre in giro; prima di trasferirsi a Pulveria era una guerriera.
- Bretta: uno scarabeo femmina che viene trovata persa e indifesa dal Cavaliere, innamorandosene e trasferendosi a Pulveria. Tende a figurare le persone di suo interesse come esseri superiori e perfetti. In seguito s'invaghisce di Zote quando anche questi si trasferisce a Pulveria, ma parte quando la sua immaginazione perisce sotto la realtà e capisce che Zote non è il cavaliere senza macchia né paura che credeva essere.
- Oro, Mato e Sheo: tre Maestri d'Aculeo temprati sotto gli insegnamenti del loro Gran Maestro. I tre si sono divisi, tramandando i loro insegnamenti al Cavaliere quando vengono da lui trovati nei reconditi angoli di mondo in cui hanno deciso di vivere. Mato e Oro in passato litigarono incrinando il loro legame mentre Sheo ha deciso di non seguire più le "vie dell'Aculeo" e diventare un pittore, seppur conservando i suoi insegnamenti.
- Sly: una piccola mosca negoziante. La prima volta che lo si incontra è in un villaggio decrepito ed è quasi infetto, ma viene salvato in tempo e diventa un negoziante a Pulveria. Si scoprirà in seguito che in realtà è il Gran Maestro d'Aculeo, tutore di Oro, Mato e Sheo.
- La Veggente: ultima rimasta della tribù delle Falene che, trovato il Cavaliere, lo guida nel controllare i sogni e le Essenze che li compongono attraverso un antico talismano, l'Aculeo dei sogni. Al termine dell'allenamento del Cavaliere, trascende ad uno stato spiritico abbandonando il mondo materiale.
- Grimm: cordiale e bizzarro insetto errante, amante della musica e dello spettacolo, e capo della Compagnia di Grimm. Appare a Pulveria con la sua Compagnia dopo che il Cavaliere inizia un rituale, e sparendo alla sua conclusione. Nonostante sia un insetto, per il suo aspetto vampiresco presenta alcune caratteristiche da pipistrello. Viene aggiunto con l'espansione The Grimm Troupe.
- La Cercatrice di Dei: uno strano insetto avvolto di bende in cerca del Dio-re, raccogliendo per questo altri Dei in vari pantheon. Si trova tra i rifiuti delle Idrovie in un sarcofago, e attraverso di lei si può accedere alla Casa degli Dei. Viene aggiunta con l'espansione Godmaster.
- La Dama Bianca: ex regina di Nidosacro e consorte del Re Bianco, che ora risiede nel Giardino a lei dedicato, ormai pieno di creature infettate. Si è rifugiata lontano dal mondo vergognandosi per l'orrore di aver contribuito a creare i Ricettacoli, immobilizzandosi per evitare di procreare ulteriormente.
- Il Re Pallido: antico re di Nidosacro ed uno degli antichi Urovermi, descritto come un essere dalla mente geniale che, donando intelligenza agli insetti, fondò e fece fiorire Nidosacro al punto da essere lodato come un vero e proprio dio. Con l'arrivo dell'Infezione creò i Ricettacoli, usando tutti i mezzi possibili e commise terribili sacrifici per provare a salvare il suo regno e la sua gente, ma invano. L'ultima cosa che si sa di lui è che un giorno svanì nel nulla assieme alla sua reggia, il Palazzo Bianco.
- I Sognatori: i tre fidi collaboratori del Re Pallido che hanno deciso di entrare in un sonno eterno per sigillare magicamente l'Uovo Nero e preservare Nidosacro. I tre Sognatori sono Monomon l'Erudita, una sapiente e scienziata, l'unica dei tre a ritenere che la stasi in cui venne posto Nidosacro non fosse la soluzione definitiva all'Infezione; Lurien il Guardiano, che sorvegliava la Città delle Lacrime; ed Herrah la Bestia, regina di Nidoscuro e madre di Hornet. Durante il suo viaggio a Nidosacro, il Cavaliere incontrerà e si alleerà anche con Quirrel, apprendista di Monomon inizialmente colpito da amnesia.
- Il Vuoto: un'entità primordiale, manifesta come densa melma nera e descritta come il nemico della luce, capace di corromperla. Per questo il Vuoto venne studiato e utilizzato dal Re Pallido per costruire i Ricettacoli, nel tentativo di salvare Nidosacro dall'Infezione.

## Sviluppo e pubblicazione
Il gioco venne presentato la prima volta nel novembre 2014 assieme alla sua campagna di raccolta fondi su Kickstarter, raggiungendo l'obiettivo minimo il mese seguente. Il gioco arrivò alla fase beta nel settembre del 2015, ottenendo ulteriori fondi nel corso dell'anno che permisero l'inclusione di elementi di gioco ed il passaggio dal motore Stencyl a Unity. Alcuni elementi come l'Abisso ed il Colosseo dei Folli furono comunque aggiunti alla versione finale del gioco, nonostante i fondi fissati come traguardo per inserirli non vennero raggiunti.
A gennaio 2017 viene annunciata la versione per Nintendo Switch, pubblicata poi il 12 giugno dell'anno successivo. Parallelamente alla versione per PC, il gioco originariamente era in sviluppo anche per Wii U, tuttavia Team Cherry decise poi di farlo uscire su Switch collaborando con lo studio australiano Shark Jump Studios per velocizzare questo processo. La versione per Switch era originariamente programmata per essere distribuita vicino al lancio della console, ma venne in seguito spostata ad inizio 2018. La data di lancio venne rivelata il 12 giugno durante la presentazione Nintendo dell'E3 2018, in cui venne annunciato che il gioco sarebbe uscito più tardi lo stesso giorno della presentazione in formato digitale sull'eShop.
Nel giugno 2017, Team Cherry iniziò una sponsorizzazione con l'azienda indipendente di pubblicazioni IndieBox per creare un'edizione da collezione del gioco contenente una versione fisica del gioco svincolata dal DRM, la colonna sonora, una chiave di Steam, un libretto d'istruzioni e vari oggetti da collezione.
Nello stesso mese venne annunciata la prima espansione del gioco Hidden Dreams, distribuita il 3 agosto seguente: l'espansione aggiunse due nuovi boss opzionali, due nuove tracce, un nuovo sistema di trasporto rapido ed una nuova stazione dei Coleotteri. I contenuti sono accessibili fin da inizio gioco, ma venne consigliato di esplorarli più in là con l'avventura a causa della sfida che ponevano. Il 26 ottobre viene distribuita la seconda espansione The Grimm Troupe, che aggiunse una nuova missione principale, nuovi nemici e boss, nuovi amuleti e nuove tracce - l'aggiornamento rilasciato assieme all'espansione inoltre introdusse il supporto in lingua portoghese, russa e giapponese. La terza espansione venne annunciata il 18 gennaio 2018 col nome Gods & Glory, che in seguito venne rinominata Godmaster per problemi di diritto d'autore; venne rilasciata il 23 agosto dello stesso anno e aggiunse nuovi personaggi ed una nuova area, nuovi boss, tracce musicali, una nuova modalità di gioco ed altri due finali.
Il 20 aprile 2018, a seguito di una beta pubblica, Team Cherry lanciò un nuovo aggiornamento del gioco chiamato Lifeblood: oltre ad un nuovo boss, questo aggiornamento venne distribuito per migliorare e correggere numerosi aspetti del gioco quali il bilanciamento, bug e problemi. L'11 settembre 2018 viene invece annunciata la versione del gioco per PlayStation 4 ed Xbox One chiamata Hollow Knight: edizione Cuore di Vuoto. Questa versione, pubblicata il 25 dello stesso mese, comprende già Lifeblood e le tre espansioni senza che debbano essere scaricati separatamente dal gioco base.
In occasione del secondo anniversario del gioco, il 19 marzo 2019, Team Cherry annuncia l'edizione fisica del gioco per PC, Switch e PlayStation 4 sia nella sua versione base che in quella da collezione: quest'ultima contiene numerosi oggetti celebrativi del gioco, quali una statuina del Cavaliere ed una breve storia a fumetti.
Il Team Cherry venne intervistato il 30 agosto 2018 da Kirk Hamilton per il podcast di Kotaku Splitscreen. L'intervista coprì numerosi aspetti dello sviluppo del gioco, dalla sua ideazione agli elementi che lo hanno ispirato: proprio tra questi ultimi vi sono Mega Man X, Metroid, Zelda II e Faxanadu (e venne fatto notare proprio come Nidosacro fosse un po' un inverso dell'Albero del Mondo di Faxanadu). William Pellen ha risposto che il loro intento era di ricreare il senso di meraviglia e scoperta dei giochi della loro infanzia come i sopracitati Zelda II e Faxanadu, in cui "ci potrebbe essere qualsiasi strana creatura o segreto pazzesco".

## Accoglienza
| Testata                        | Versione | Giudizio    |
| ------------------------------ | -------- | ----------- |
| Metacritic (media al 7-7-2024) | PC       | 87/100      |
| Metacritic (media al 7-7-2024) | Switch   | 90/100      |
| Destructoid                    | -        | 10/10       |
| Eurogamer                      | -        | Consigliato |
| IGN                            | -        | 9.4/10      |
| Nintendo Life                  | -        | 9/10        |
| Nintendo World Report          | -        | 10/10       |
| Multiplayer.it                 | PC       | 8,8/10      |
| Multiplayer.it                 | Switch   | 9/10        |
| Everyeye.it                    | PC       | 8,5/10      |
| Everyeye.it                    | Switch   | 8,5/10      |

Hollow Knight ha ricevuto voti generalmente positivi e la versione per Switch è stata "universalmente acclamata", stando a Metacritic. Jed Whitaker di Destructoid lo ha elogiato come "un capolavoro", descrivendolo come "degno di essere esposto in un museo". La critica ha soprattutto esaltato l'atmosfera, la colonna sonora e lo stile grafico, citando anche la vastità del mondo di gioco.
La critica ha definito il sistema di combattimento semplice, ordinario e sfumato, ma plaudendo la responsività di quello di movimento e dei comandi. Tom Marks di IGN ha scritto: "Il sistema di combattimento di Hollow Knight è piuttosto diretto, ma è difficile all'inizio [...] Premia molto la pazienza e l'abilità"; in un'altra recensione su PC Gamer, Marks ha lodato il "geniale" sistema di amuleti: "La cosa impressionante di questi amuleti è che non potevo trovare la risposta 'giusta' equipaggiandoli. Non c'erano scelte sbagliate". Adam Abou-Nasr di Nintendo World Report ha scritto in proposito che "gli amuleti offrono un'enorme varietà di potenziamenti", e che "alcuni di loro [...] erano così essenziali che rimuoverli era come scambiare una parte di me stesso con una miglior possibilità di vittoria in uno scontro imminente".
La difficoltà di Hollow Knight ha ricevuto attenzione dalla critica. Vikki Blake di Eurogamer ha definito il gioco "spietatamente arduo, e talvolta anche ingiusto", mentre Whitaker non ha ritenuto alcun boss tale. I recensori hanno trovato Hollow Knight un videogioco impegnativo, ed in particolare quelli di Destructoid e Nintendo World Report hanno provato una sensazione di appagamento dopo alcune battaglie difficili. La critica ha inoltre comparato il gioco con Dark Souls, riferendosi al sistema di perdita della valuta di gioco alla morte ed il dover affrontare un nemico (un'Ombra) per riottenerla: Whitaker ha elogiato questa meccanica, così come il sistema di recupero dei punti ferita in quanto "aggirano un paio di problematiche che i giochi hanno sempre avuto, ovvero la punizione per il fallimento, ed un sistema rischio-ricompensa".
Anche la critica italiana ha elogiato Hollow Knight, ammettendo che sebbene il gioco non aggiunga nulla al genere dei Metroidvania, esso sia un'opera curata fin nei particolari. Oltre alla difficoltà del titolo ed all'esplorazione che offre, viene messa in risalto anche la sua longevità, criticando però il talvolta eccessivo backtracking necessario ad ottenere i potenziamenti. Andrea Fontanesi di Everyeye.it inoltre lo paragona ai lavori di FromSoftware anche nell'atmosfera, da lui definita "gotica" e che andrebbe a richiamare quindi quella di Bloodborne.

### Riconoscimenti
Tra il 2017 ed il 2019, Hollow Knight ha ricevuto più candidature comparendo come miglior debutto tra i giochi indie ai Game Developers Choice Awards e miglior debutto ai 14th British Academy Games Awards (curati dal BAFTA). Nel 2018 vince i premi come miglior gioco indipendente e miglior gioco australiano agli Australian Games Awards mentre nel 2019 viene nominato in quattro categorie alla premiazione del National Academy of Video Game Trade Reviewers, vincendo quella come nuova IP.